# Phobetron hipparchia
Phobetron hipparchia é um inseto da ordem Lepidoptera; uma mariposa, ou traça, noturna e neotropical da família Limacodidae; classificada em 1777 por Pieter Cramer, com o nome Phalaena hipparchia, na página 135 da obra De uitlandsche kapellen, voorkomende in de drie waereld-deelen Asia, Africa en America, volume 2. Ela está citada numa ampla distribuição geográfica que vai do México até a Argentina (também encontrada na Costa Rica, Guatemala, Honduras, Nicarágua, Panamá, Brasil, Colômbia, Equador, Paraguai, Peru, Suriname, Uruguai e Venezuela), o seu holótipo coletado no Suriname; Cramer afirmando que suas pernas dianteiras são cobertas por pequenos e longos pelos; macho e fêmea demonstrando dimorfismo sexual bem acentuado e se disfarçando de excrementos quando adultos.

## Nomenclatura vernácula
No Brasil esta espécie tem recebido, na Internet, as denominações vernáculas lagarta-aranha ou lagarta-macaco (este último nome derivado da sua denominação vernácula inglesaː monkey slug; dada também para a lagarta da espécie norte-americana Phobetron pithecium), por apresentar em sua fase de lagarta o corpo achatado e longos tentáculos pilosos e não-móveis em suas extremidades, os exibindo em quase todas as cores: preto, cinza, bege, marrom, ruivo e amarelo, se assemelhando às aranhas no aspecto geral e podendo causar reações alérgicas ao toque (erucismo).

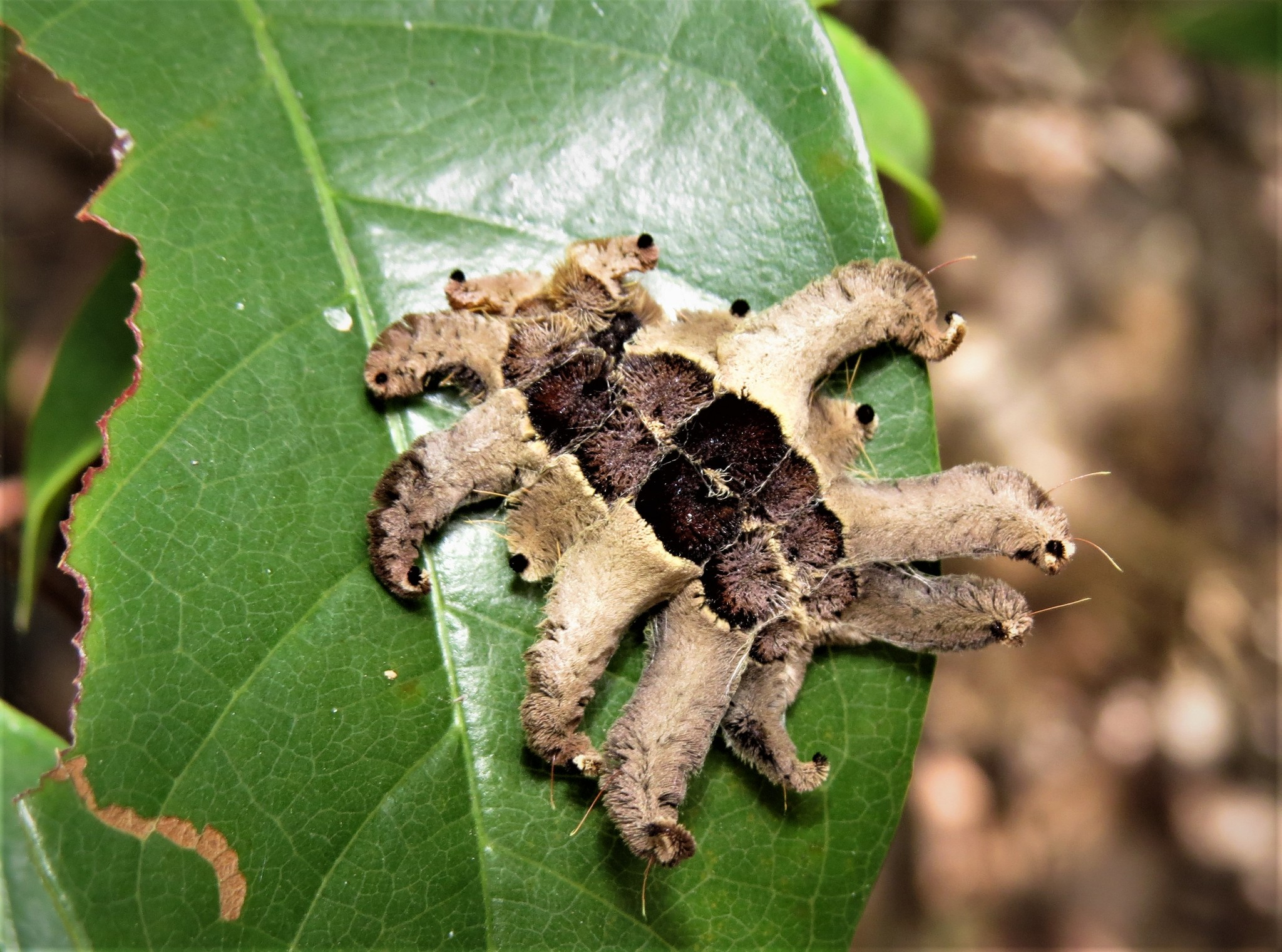
Fotografia da lagarta de P. hipparchia em Goiás, Brasil, América do Sul.
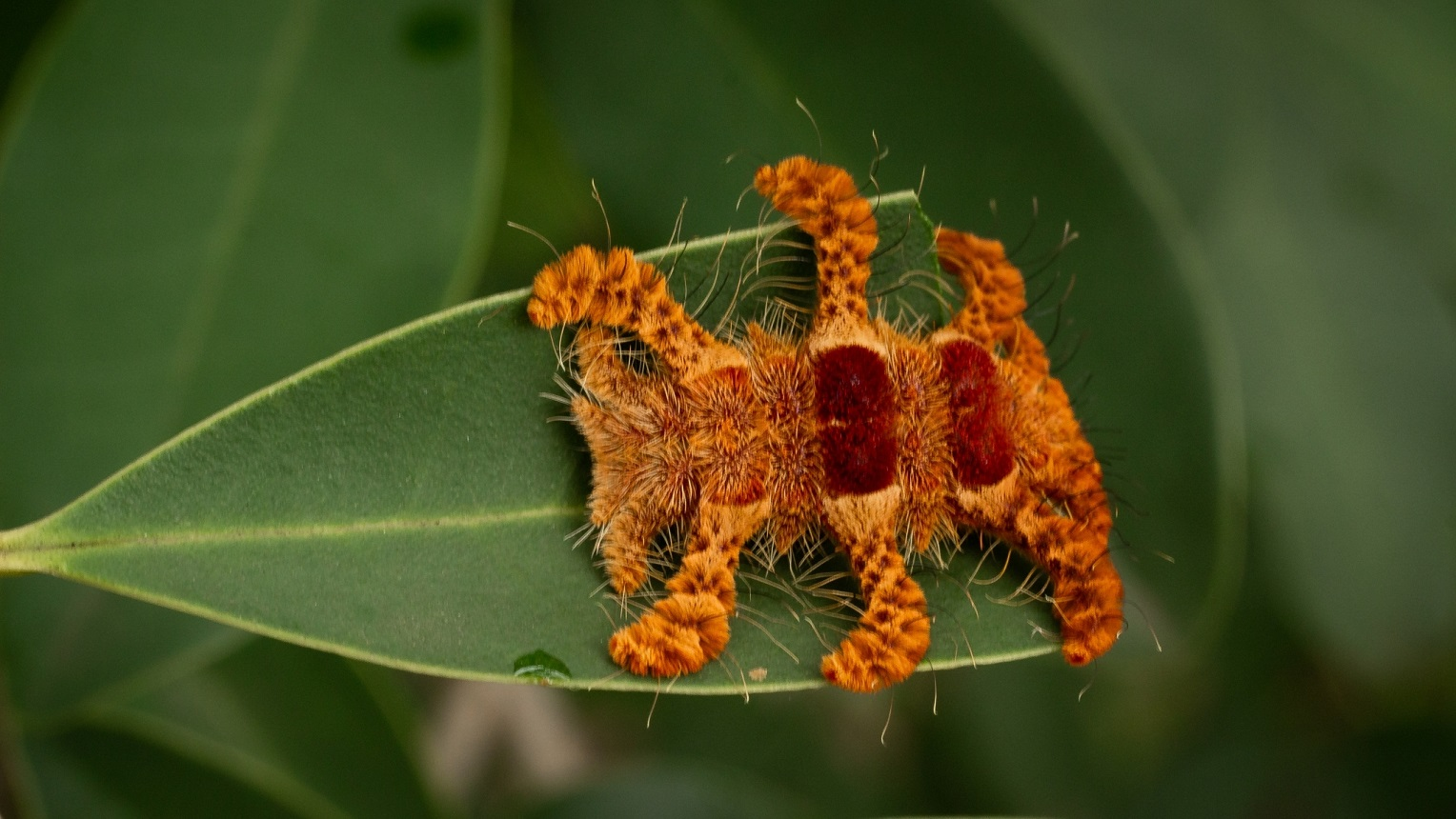
Fotografia da lagarta de P. hipparchia em São Paulo, Brasil, América do Sul.
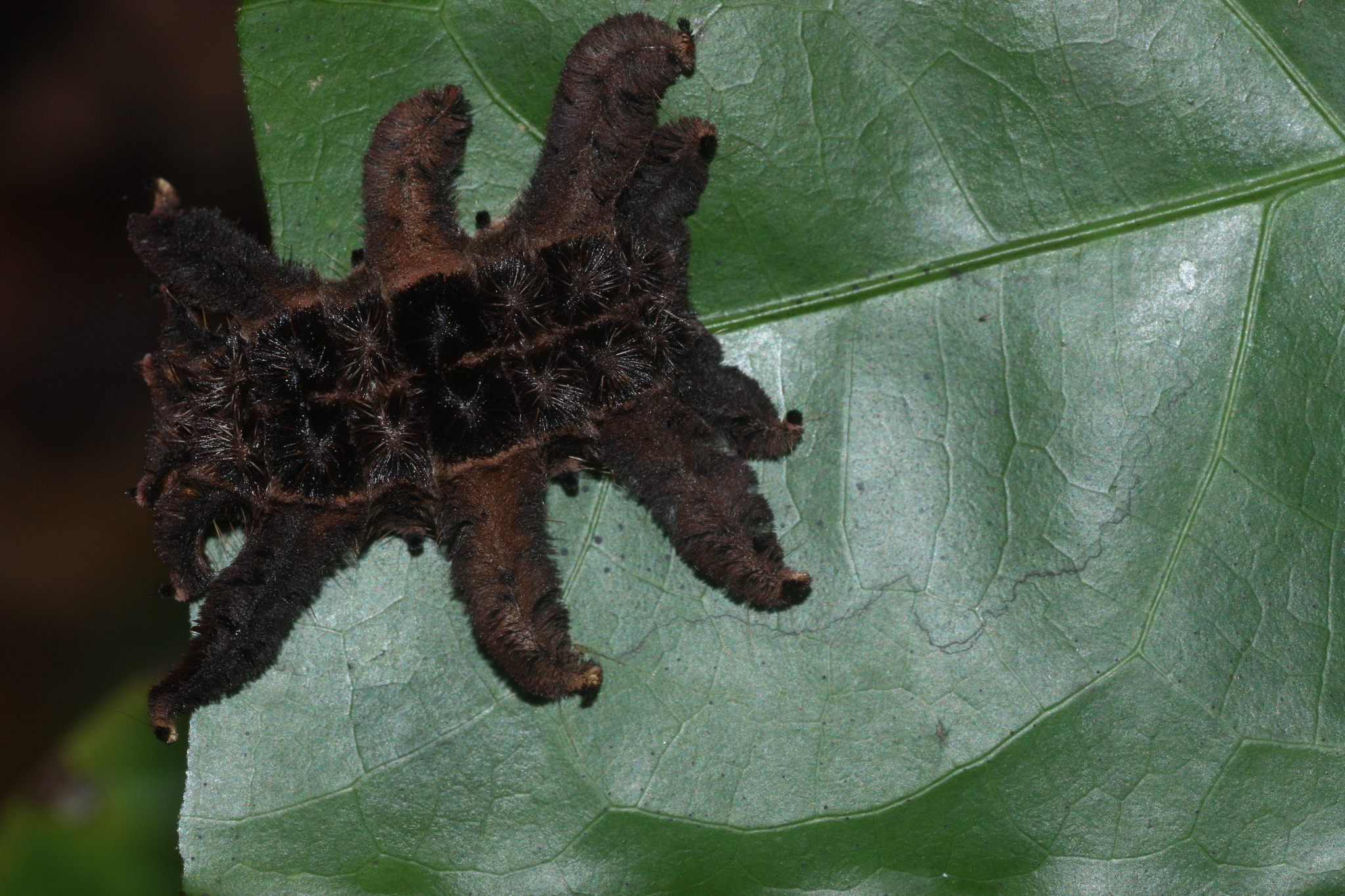
Fotografia da lagarta de P. hipparchia em Puntarenas, Costa Rica, América Central.

## Lista de espécies e gêneros de plantas utilizadas por larvas deP. hipparchia
Trata-se de uma lagarta raspadora de folhagem e generalista, considerada uma praga em algumas plantações comerciais, se alimentando das seguintes espécies e gêneros de plantasː
- Allagoptera arenaria (guriri, pissandó, paissandu, pissandu, caxandó e coqueiro-pissandó) — Arecaceae
- Allophylus edulis (fruta-de-pombo ou chal-chal) — Sapindaceae
- Anacardium excelsum — Anacardiaceae
- Anacardium humile (cajuzinho-do-cerrado) — Anacardiaceae
- Anacardium occidentale (cajueiro) — Anacardiaceae
- Areca (palmeira) — Arecaceae
- Byrsonima crassa — Malpighiaceae
- Chamaechrista claussemii — Fabaceae
- Citrus (laranjeira, limoeiro etc.) — Rutaceae
- Coffea (cafeeiro) — Rubiaceae
- Corymbia citriodora (eucalipto-cidró, eucalipto-limão ou eucalipto-cheiroso) — Myrtaceae
- Erythroxylum deciduum (cocão) — Erythroxylaceae
- Erythroxylum ovalifolium — Erythroxylaceae
- Erythroxylum pelleterianum — Erythroxylaceae
- Erythroxylum tortuosum — Erythroxylaceae
- Eugenia brasiliensis (grumixameira) — Myrtaceae
- Gliricidia sepium — Fabaceae
- Ilex paraguariensis (erva-mate) — Aquifoliaceae
- Jasminum angustifolium (jasmim) — Oleaceae
- Jasminum fluminense (jasmim) — Oleaceae
- Kielmeyera coriacea (pau-santo) — Calophyllaceae
- Maclura tinctoria — Moraceae
- Malus pumila — Rosaceae
- Mangifera indica (mangueira) — Anacardiaceae
- Manilkara subsericea — Sapotaceae
- Musa × paradisiaca (banana-da-terra, banana-comprida, pacovã ou chifre de boi) — Musaceae
- Myrsine umbellata (capororoca) — Myrsinaceae
- Populus nigra (álamo, álamo-negro ou choupo negro) — Salicaceae
- Pouteria ramiflora — Sapotaceae
- Psidium guajava (goiabeira) — Myrtaceae
- Pyrus communis (pera europeia ou pera comum) — Rosaceae
- Quercus robur (carvalho-alvarinho, carvalho-roble ou carvalho-vermelho) — Fagaceae
- Ricinus communis (mamona) — Euphorbiaceae
- Rosa (roseira) — Rosaceae
- Rourea induta — Connaraceae
- Spondias mombin (cajazeira) — Anacardiaceae
- Theobroma cacao (cacaueiro) — Malvaceae
- Vernicia fordii (tungue) — Euphorbiaceae[7][8][17][18][19][20]